# 京王高幡ショッピングセンター

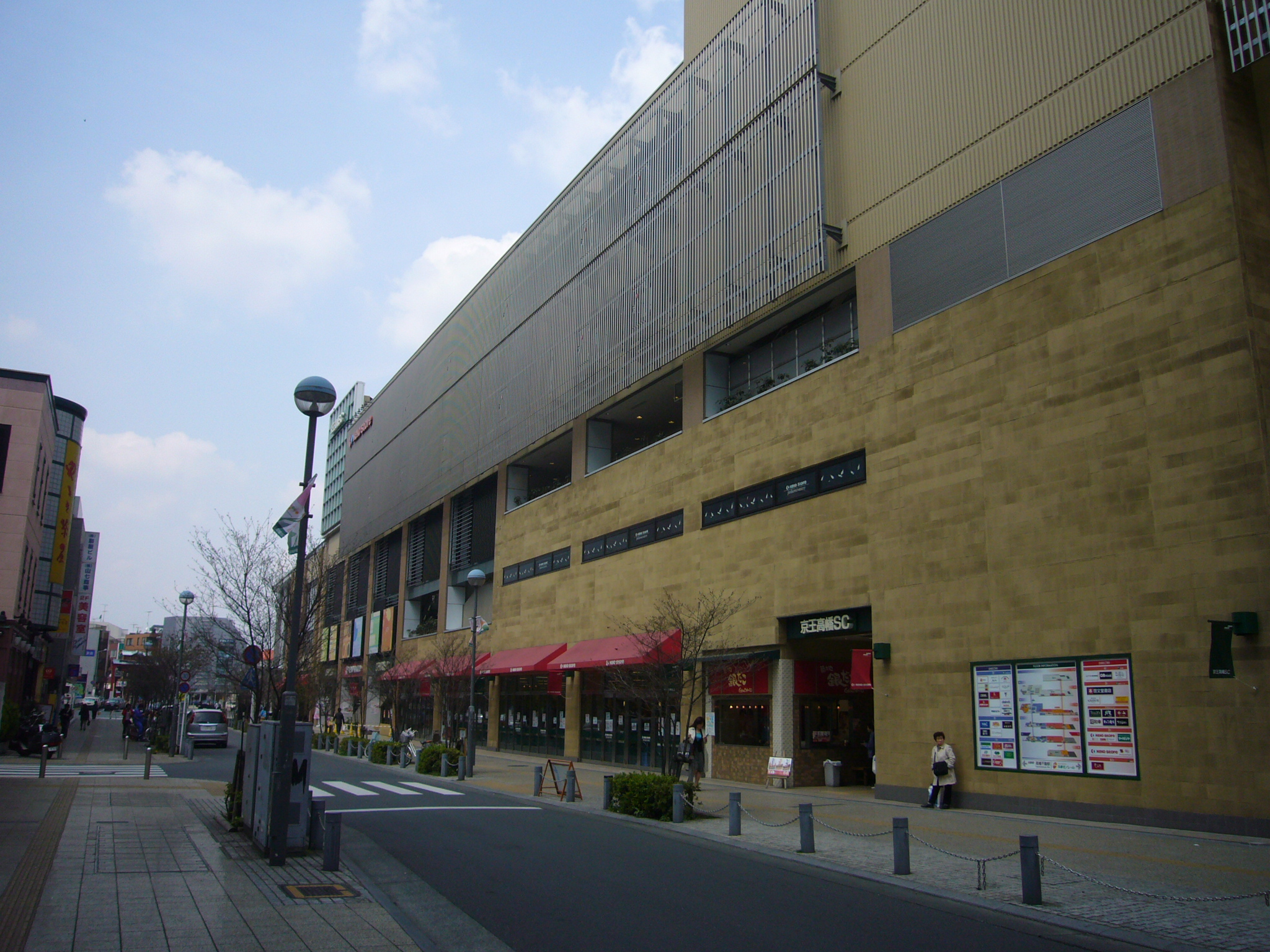
多摩都市モノレール高幡不動駅側の外観

京王高幡ショッピングセンター（けいおうたかはたショッピングセンター）は、京王電鉄が京王線高幡不動駅の駅ビルで運営するショッピングセンター。高幡不動駅の橋上駅舎化により駅ビル「京王高幡ビル」が建て替えられ、2004年12月7日に開業した。高幡不動駅の駅舎と一体になっており、3階の西端（京王八王子寄り）に改札口がある。
2007年3月28日のリニューアルオープンに伴い、3階に駅東西自由通路が開設した。京王線と多摩都市モノレール線の乗り換え通路としての役割も果たし、乗り換えの利便性が向上した。
キャッチコピーは「WELCOME TO おいしい毎日。」。

## 概要
3棟の建物に分かれているが、連結され1棟の建物のようになっているため、各館を呼び分けることはない（京王八王子側の建物を駅ビル、その他を別館と表記する場合はある）。
2階に日野市役所七生支所があるほか、1階には日野警察署高幡不動駅南口交番が設置されている。
- 階数：地上6階、地下1階
- エレベーター6基、エスカレーター14基（改札内を除く）
- 駐車場：197台（4 - 6階）
- 駐輪場：376台（地下1階）

## 歴史
- 2003年12月 - 京王高幡ビルの建て替えに伴い、京王ストア高幡店（旧店舗）が閉店。

京王ストア内にルパ高幡店（旧店舗）もスーパーマーケット内店舗として出店していた。
- 2004年
  - 1月 - 京王高幡ビルの建て替え工事が開始。
  - 9月 - 高幡不動駅の橋上駅舎化工事が開始。
  - 12月7日 - 「京王高幡ショッピングセンター」として開業[2]。京王ストア高幡店など16店舗が先行オープン。
- 2006年
  - 6月11日 - 現駅舎の供用開始[2]。
  - 12月 - エレベーター、エスカレーターの増設。
- 2007年3月28日 - リニューアルオープン[2]。京王線側の24店舗がオープン、多摩都市モノレールとの連絡通路が開設。
- 2008年3月7日 - 1階に日野警察署高幡不動駅南口交番が開設[4]。

日野警察署管内で最古の交番であった川崎街道沿いの「高幡交番」が移転する形で開設。管内で取扱数最多の交番となっている。

## 主な店舗
他の京王グループの商業施設と同様、京王グループの店舗が多く出店する。
店舗により営業時間が異なる。店舗一覧と各店舗の営業時間など詳細は、公式サイトを参照。

### 京王グループの店舗
- K-SHOP 高幡不動店
- 京王ストア 高幡店（京王ストア内にキャンドゥなどが出店）
  - 営業時間 - 1階：10:00〜23:30、2階：10:00〜21:00
- 京王アートマン 高幡店
  - 営業時間 - 10:00〜21:00
- 啓文堂書店 高幡店
  - 営業時間 - 平日：9:00〜22:30、土日祝日：10:00〜22:00
- カレーショップC&C 京王高幡SC店 - 閉店
- 高幡そば 高幡不動店
- たまの里 京王高幡SC店
- ベーカリー&カフェ ルパ高幡店
- フラワーショップ京王 高幡店
- 京王不動産 高幡営業所
- 京王ほっとネットワーク高幡店（2007年開店の1号店）- 2018年9月30日閉店[5]
- リモーネ（ファッション・雑貨）- 閉店（時期不明）

### その他の店舗・施設
- ファミリーマート
- Re.Ra.Ku京王高幡ショッピングセンター店
- ドトールコーヒーショップ
- タリーズコーヒー
- サイゼリヤ
- ウエルシア 京王高幡SC店（旧：ハックエクスプレス）
- 高幡まんじゅう松盛堂 高幡SC店
- ATM - 三菱UFJ銀行、ゆうちょ銀行、きらぼし銀行、横浜銀行、セブン銀行、みずほ銀行
- 日野市役所七生支所
- 日野警察署高幡不動南口交番
- クリニックなど